# Johann Wilhelm Debus

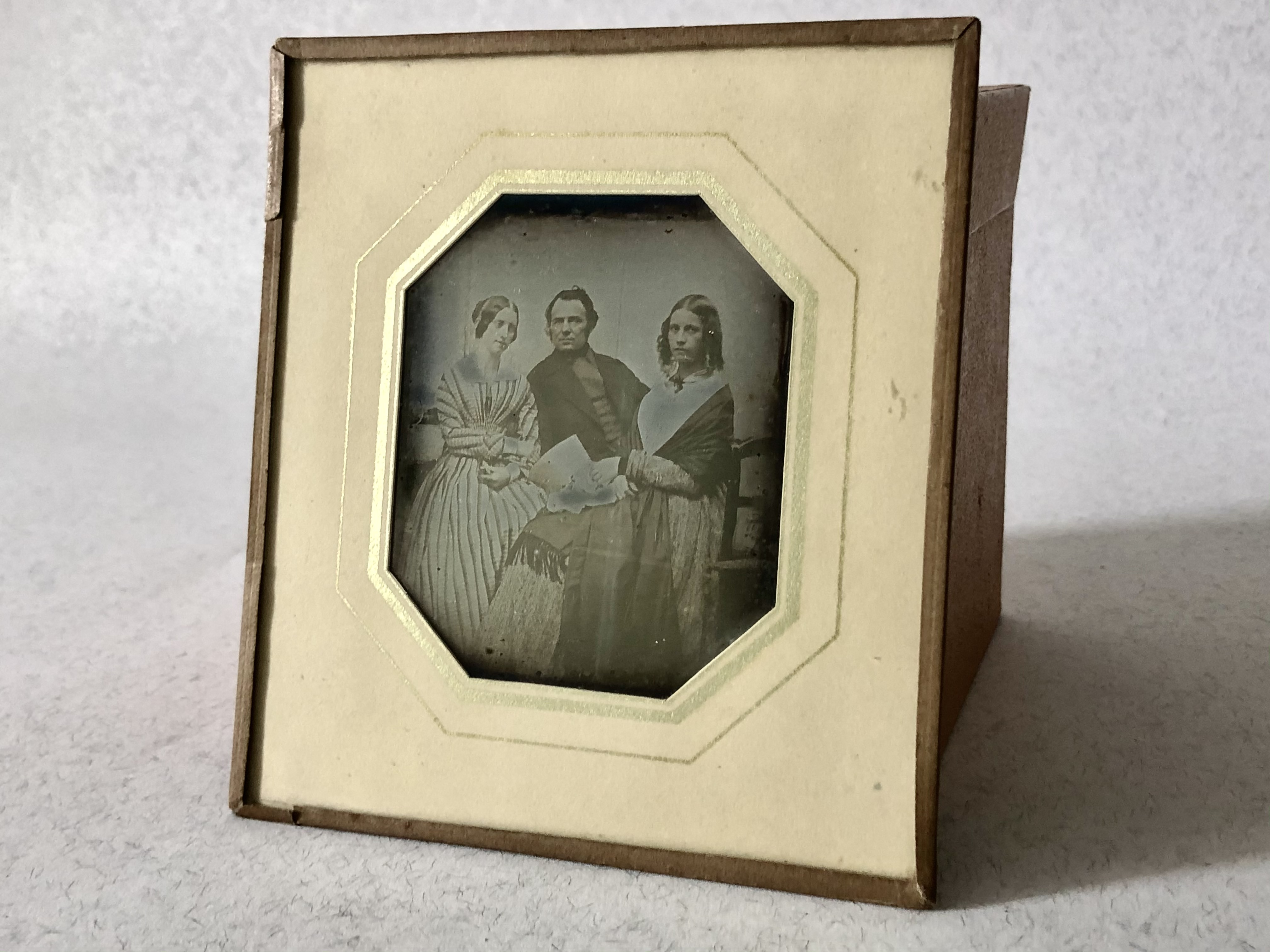
Familienbildnis Steuerrat Johann Wilhelm Debus mit den Töchtern Friederike (links) und Emilie (rechts), 29. Mai 1845

Johann Wilhelm Debus (* 16. September 1801 in Unter-Mossau; † 5. Oktober 1866 in Darmstadt-Bessungen) war Steuerkontrolleur, Fotograf, Maler und der Erfinder des Debusskops.

## Leben

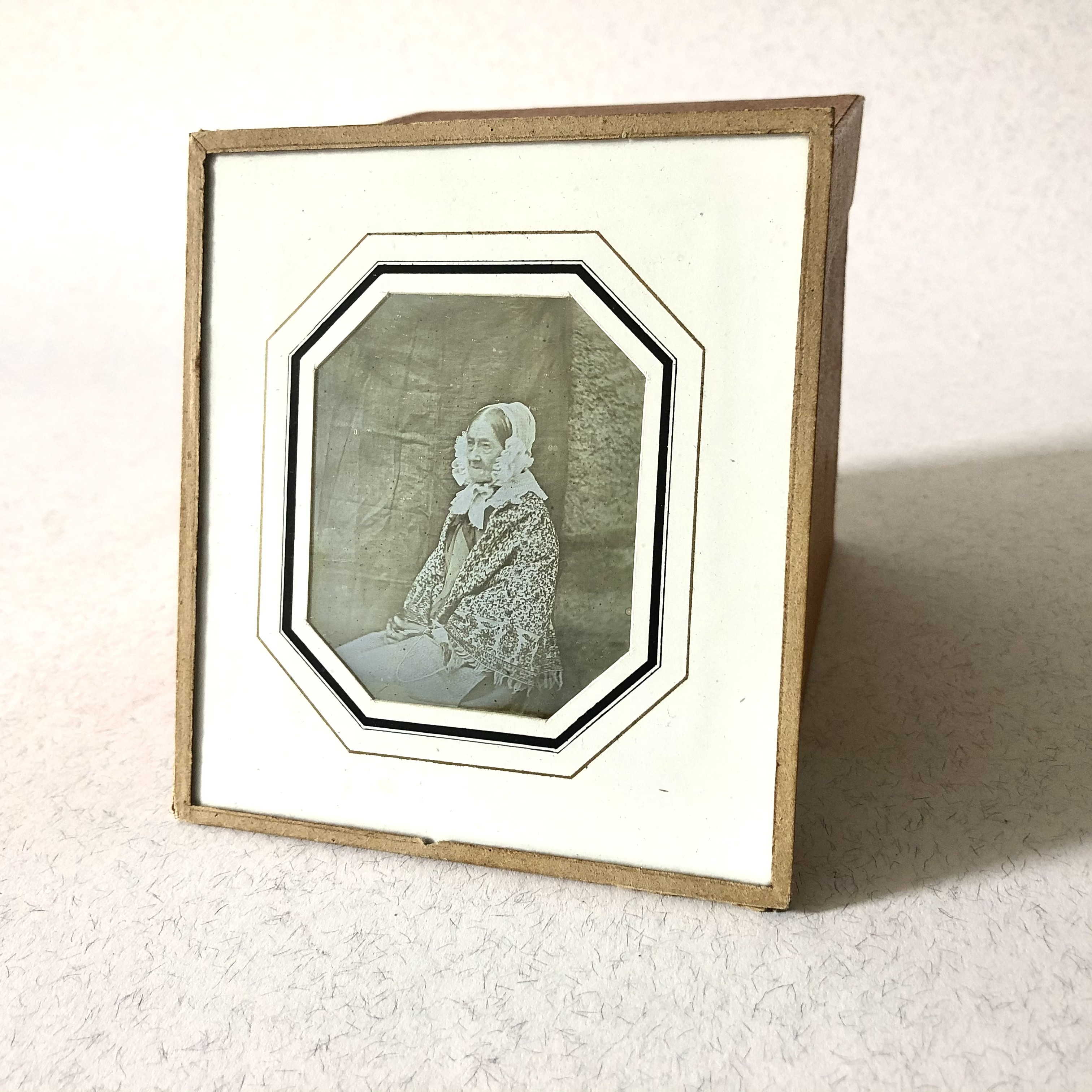
Aufnahme der Friederike Daum (Debus’ Tante) 1843

Johann Wilhelm Debus wurde am 16. September 1801 in Unter-Mossau geboren. Bereits sein Großvater und Vater waren bei der Gräflich Erbachischen-Fürstenauischen Verwaltung als Oberförster und Hofjäger angestellt. Früh zeigten sich Debus‘ Interessen und Talente für Naturwissenschaften, besonders für Mathematik und geometrisches Zeichnen, sodass er nach seiner Schulausbildung in Darmstadt mit dem dortigen Katasterbüro in Verbindung gebracht wurde. Er bekam Unterricht in Mathematik und Vermessungstechnik bei Johann Gottlieb Nörrenberg, Ludwig Schleiermacher, Christian Eckhardt und Friedrich August Hirsch. Letzterer setzte ihn bereits 1818 bei der Triangulation (Geodäsie) in Rheinhessen ein. 1821 erfolgte die Prüfung zum Geometer 1. Klasse und eine Prüfung in Finanzen, sodass er ein Jahr später zum Steuerkontrolleur für den Bezirk Nieder-Olm ernannt wurde. Die dortigen Verhältnisse waren ihm zu klein und er bat um seine Versetzung nach Mainz, wo er 1824 als Steuerkommissar für Oberingelheim, später für die Gemarkung Wöllstein und schließlich in Bingen arbeitete. Mittlerweile verdiente er damit ein beträchtliches Vermögen und war mit Amalie Kohlermann verheiratet. 1828 wurde die erste Tochter Friederike geboren. Nach einer weiteren Versetzung nach Darmstadt als Verifikator für Katasterarbeiten wurde 1832 seine zweite Tochter Emilie geboren. In Darmstadt wurde er bis zum Steuerrat befördert und da er sich stets mit Vermessungstechnik und der Erstellung von Karten befasste, hielt er in seinem Büro fachspezifische Vorlesungen. Während dieser Zeit lebte er mit seiner Familie in Bessungen.
Der frühe Tod seiner Frau Amalie am 2. Februar 1839 trübt den makellosen Lebenslauf. 1851 ließ Debus sich in Ruhestand versetzen, erhielt den großherzoglich hessischen Verdienstorden Philipps des Großmütigen und zog sich ins Private zurück. Bereits in dieser Zeit besaß er das „Landhaus Debus“ in Schönberg – heute Nibelungenstraße 120 – mit einem Garten und Weinbergen. Dort widmete er sich anderen Forschungen, beispielsweise seit etwa 1842 der Daguerreotypie. Ebenfalls als Produkt seiner Faszination für optische Geräte und Prozesse folgte 1859 die Erfindung des Debusskops. Am Ende seines Lebens wandte er sich der Malerei zu.
Am 5. Oktober 1866 starb Johann Wilhelm Debus in Bessungen, wo er auch begraben wurde. Seine ältere Tochter Friederike (1828–1862) war verheiratet mit dem Darmstädter Hofprediger Ferdinand Bender, die jüngere Tochter Emilie (1832–1872) seit 1854 mit dem evangelischen Pfarrer Gustav Schlosser.

### Das Familien-Porträt
Debus ließ sich und seine Familie porträtieren: Das spätbiedermeierzeitliche Gemälde „Familienbildnis Rat Debus“ wurde von Carl Engel von der Rabenau im Jahre 1840 gemalt. Es zeigt links Johann Wilhelm Debus in lockerer Pose mit übereinandergeschlagenen Beinen. Hochwertige Kleidung und Uhrenkette über der Weste weisen auf seine angesehene Stellung in der Bürgerschaft hin. In seiner linken Hand hält er einen Stift, mit der er anscheinend gerade Vermessungslinien auf ein Blatt gezeichnet hat. Auf seine Tätigkeiten als Katasteraufseher und Geometer verweisen auch die im Bild als Attribute positionierten Gegenstände: links ein Holzkasten mit Katastertheodolit und davor ein Dreibeinstativ; im Baum hängen ein Barometer und ein terrestrisches Fernrohr. Auch der Triangulationsstein am linken Bildrand weist auf seine bedeutende Stellung als Geometer hin.
Am rechten Bildrand sitzt Debus‘ Frau Amalie, die bereits ein Jahr vor Entstehung des Gemäldes an Typhus verstorben war. Neben ihr sitzt die jüngste Tochter Emilie im Alter von sieben Jahren und zu deren Rechten steht die vier Jahre ältere Tochter Friederike. Sie stützt selbstbewusst die Hände in die Hüfte und zeigt damit, dass sie die Nachfolge der Mutter als Hausherrin angetreten hat. Im Hintergrund stehen Debus‘ Schwester Babette und die geliebte Tante Friederike Daum, die Beschließerin auf Schloss Schönberg war.
Die Familienszene mit Picknick auf einer Bergkuppe spielt sich in Schönberg bei Bensheim ab. Im rechten Bildhintergrund erkennt man die Bergkirche und links die Ausläufer der Bergstraße und den Blick ins hessische Ried. Das Familienbildnis Rat Debus, Öl auf Leinwand 1840, 56,5 × 65,4 cm wurde 2011 vom Verein der Freunde und Förderer des Landesmuseums erworben und dem Landesmuseum in Darmstadt übergeben.

## Wirken

### Das Debus-Konvolut Daguerreotypien

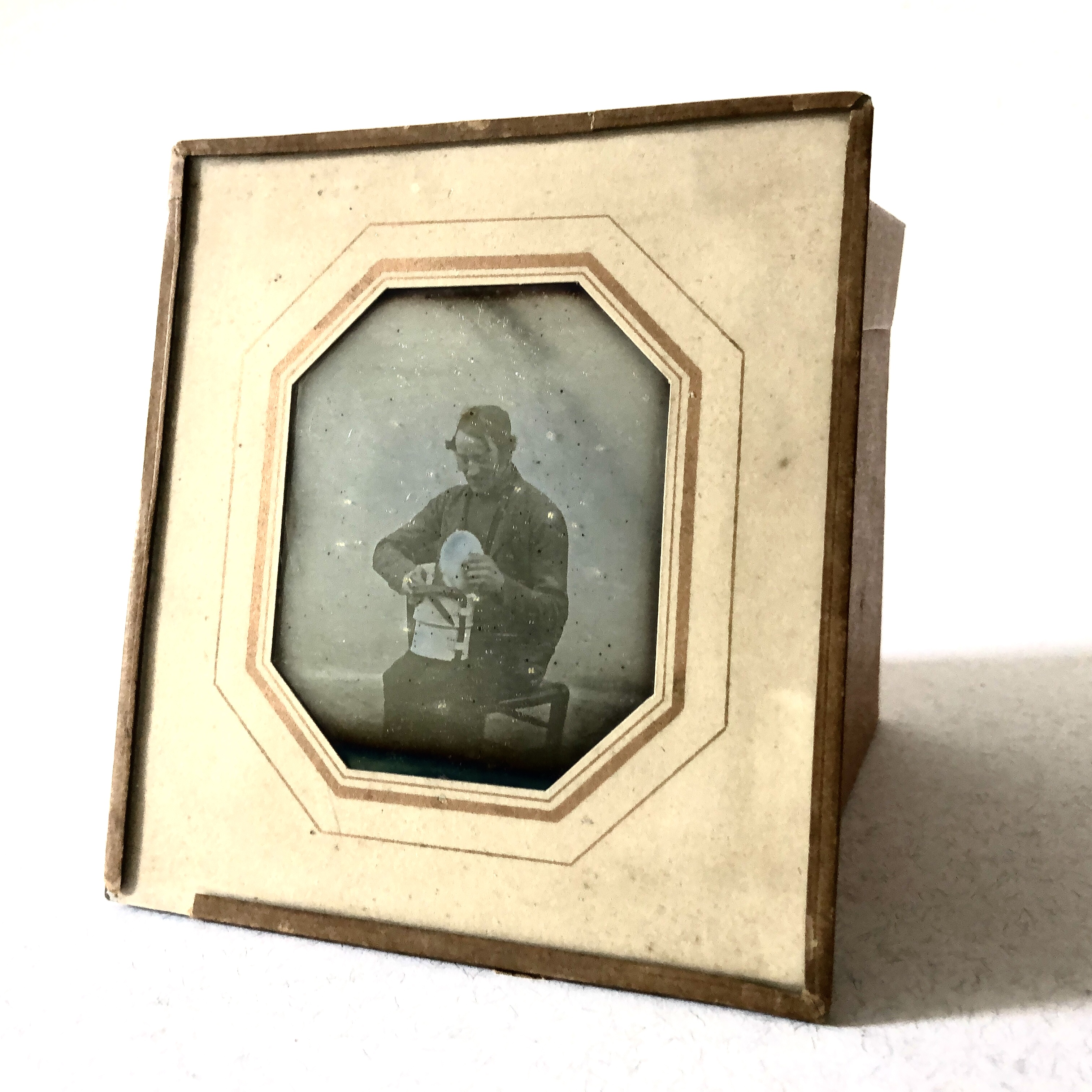
Aufnahme des Gärtners der Villa Debus (vermutlich der Erbach-Schönbergisch gräflichen Hofgärtner Carl Gottlieb F. Storck.)

Die Daguerreotypien von Johann Wilhelm Debus stellen eines der größten Konvolute aus der Hand eines Amateurs dar. Es handelt sich um 22 Abbildungen, die er in der Zeit zwischen 1843 und 1852 auf seinem Landsitz in Schönberg herstellte. Debus war ganz besonders an Technik und Physik interessiert, was ihm nicht zuletzt seinen Erfolg als Vermesser bis zum Steuerrat in Darmstadt ebnete. Diese Neugierde ist aber auch dafür verantwortlich, dass er sich in seiner Freizeit in Schönberg des neuen Verfahrens der Fotografie widmete. Vielleicht bekam er den nötigen Hinweis dazu auch von seinem ehemaligen Physiklehrer Leutnant Johann Gottlieb Nörrenberg, der bereits kurz nach der Publikation Daguerres zur Herstellung von Fotografien im Jahr 1839 damit begann, derartige Aufnahmen herzustellen. Die Daguerreotypie verbreitete sich nach der Veröffentlichung des Verfahrens rasant, sodass es Debus nicht schwergefallen sein muss, eine Kamera und die nötigen Utensilien zur Herstellung zu erwerben. Er fotografiert leidenschaftlich und technisch perfekt. Um die besten Ergebnisse zu erzielen, setzt er seine Modelle vor die Hauswand seines Landsitzes in Schönberg. Hier herrschen gute Lichtverhältnisse. Die älteste Daguerreotypie zeigt seine Tante – Friederike Daum, die in der Familie liebevoll „das Malheurchen“ genannt wurde – aus dem Jahr 1843. Hier versucht er noch behelfsmäßig einen Hintergrund aus einem Tuch herzustellen. Nach und nach stattet er die Hintergründe immer besser aus, gibt seinen Modellen Attribut-Gegenstände in die Hand, wie man es in dieser Zeit von der Malerei bereits kennt. Im Vergleich zur biedermeierzeitlichen Darstellung auf Ölgemälden, nehmen die Personen auf Debus‘ Fotografien meist lockere und entspannte Posen ein. Dadurch wirken sie trotz der langen Belichtungszeiten spontan und zufällig. Im Vergleich dazu werden in den Ateliers der Profis die Modelle mit Armen, Körper und Hals an den Stuhl fixiert, so dass sie puppenähnlich steif dasitzen. Außergewöhnlich ist auch, dass Debus keine hierarchischen Grenzen kennt. Er fotografiert Familie, Adelige, Bürger bis hin zu Arbeitern wie der Magd und seinem Gärtner auf die gleiche, liebevolle Weise und stellt damit sein ganz persönliches Umfeld dar. Das macht das Konvolut zu einem einzigartigen Zeugnis in der Geschichte der Fotografie und des Lebens um eine Persönlichkeit, die Debus im 19. Jahrhundert verkörpert.
Die Rückseiten der Daguerreotypien sind manchmal mit dem Namen „Cellarius“ und Nummern zwischen 46 und 59 versehen. Debus Enkelin Mathilde war mit einem gewissen Cellarius verheiratet. Eventuell hatte Debus ursprünglich wesentlich mehr – nämlich mindestens 59 – Daguerreotypien angefertigt, als die vorhandenen 22 Exemplare. Sie wurden anscheinend in der Familie aufgeteilt und uns liegen nur die Fotografien des Familienzweigs Cellarius vor. Bemühungen, den Verbleib der anderen Daguerreotypien aufzuklären, blieben bislang erfolglos.
Kunsthistorisch ist das Debus-Konvolut mit Daguerreotypien des sogenannten Cromers Amateur vergleichbar.
Im Jahr 2016 gelang es dem Museum Bensheim, das bedeutende Debus-Konvolut für seine Sammlung zu erwerben. Für die Finanzierung wurden Patenschaften an Unternehmen, Institutionen und Privatpersonen vergeben. Die Patenschaftsaktion stand unter der Schirmherrschaft der Fürstin Monika zu Erbach-Schönberg.

### Das Debusskop
Beinahe unverhofft findet man in Debus‘ Lebenslauf eine Erfindung, die in den Deutschen Ländern, aber auch in Österreich, Frankreich und England Beachtung findet: das Debusskop. Es handelt sich dabei um eine Weiterentwicklung des Kaleidoskops. Solche waren zwar bereits seit der griechischen Antike bekannt, wurden aber erst 1816 durch den schottischen Physiker David Brewster wiederentdeckt. Kaleidoskope waren in dieser Zeit auch von wirtschaftlicher Bedeutung, da sie Muster- und Ornamentzeichnern als Inspirationsquelle dienten. Die Muster wurden dann als Fliesen oder in Textil umgesetzt. Debus beschäftigte sich mit diesem optischen Gerät in Schönberg und versuchte es so weiterzuentwickeln, dass zwei entscheidende Nachteile des Kaleidoskops behoben werden konnten: Zum einen veränderten sich die Muster in der Röhre durch die kleinste Erschütterung und der Ornamentzeichner musste vorsichtig sein und sich beeilen, zum anderen war das Bild durch die eingesetzten Spiegel unscharf, teilweise sogar doppelt und lieferte kein klares Bild des Musters. Am 24. Oktober 1859 ließ er sich sein Instrument patentieren.

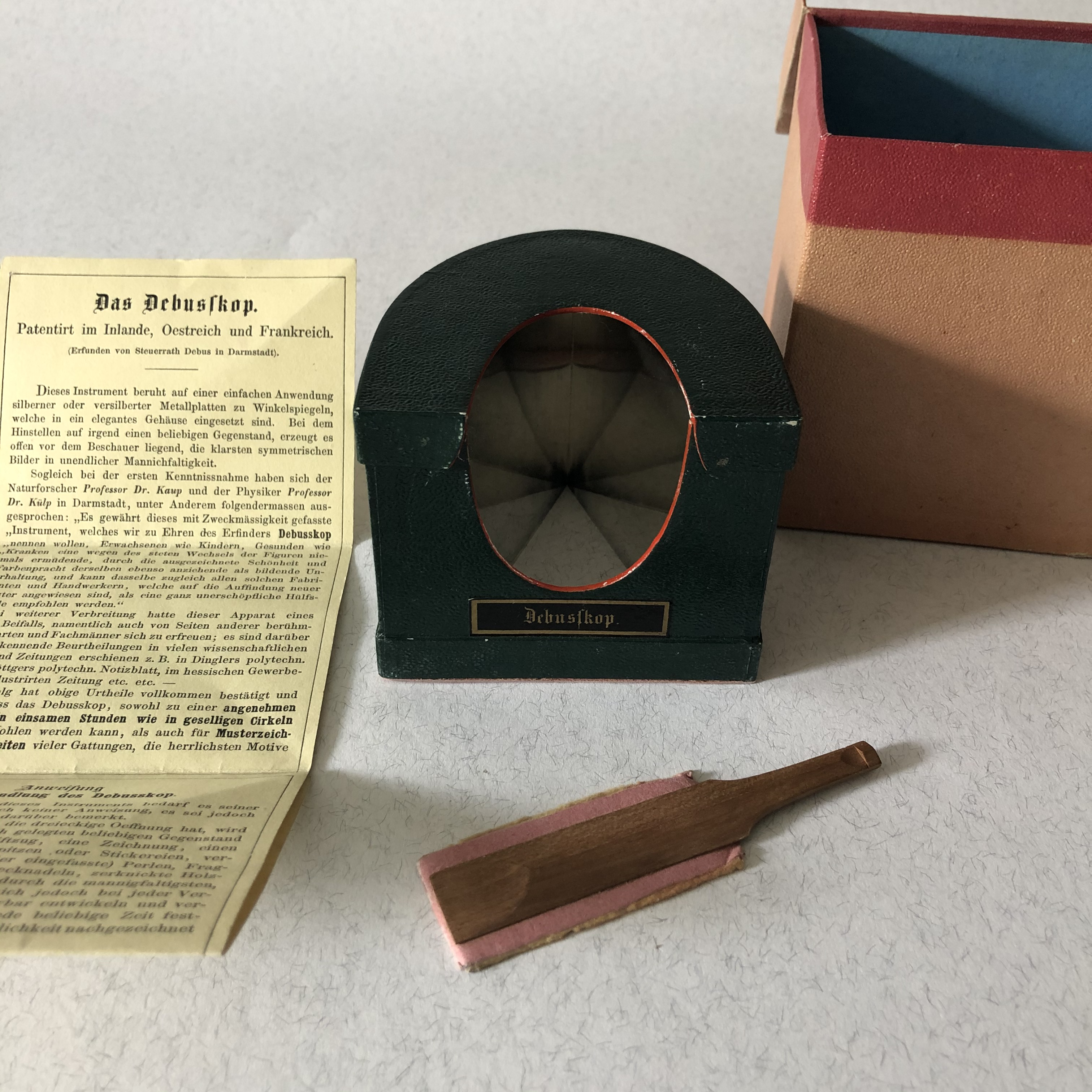
Debusskop mit Original Anleitung, Putzgerät und Schachtel, ca. 1870, Privatbesitz

Es ist recht logisch, dass Debus durch die Silberplatten seiner Daguerreotypien auf die Idee zur Weiterentwicklung des Kaleidoskops kam. Die Fotografien müssen ihn durch ihre Brillanz und Schärfe von Anfang an beeindruckt haben. Und so überzeugt das Debusskop auch Persönlichkeiten der damaligen Zeit:
Sogleich bei der ersten Kenntnisnahme haben sich der Naturforscher Professor Dr. Kaup und der Physiker Professor Dr. Külp in Darmstadt, unter anderem folgendermaßen ausgelassen:
„Es gewährt dieses mit Zweckmäßigkeit gefasste Instrument, welches wir zu Ehren des Erfinders Debusskop nennen wollen, Erwachsenen wie Kindern, Gesunden wie Kranken, eine wegen des steten Wechsels der Figuren niemals ermüdende, durch die ausgezeichnete Schönheit und Farbenpracht derselben ebenso anziehende als bildende Unterhaltung, und kaum dasselbe zugleich allen solchen Fabrikanten und Handwerkern, welche auf die Auffindung neuer Muster angewiesen sind, als eine unerschöpfliche Hilfsquelle empfohlen werden.“
Debus war mit Johann Jakob Kaup, dem bedeutenden Zoologen und Paläontologen, eng befreundet. Er schickte zwei Debusskope nach England zu Richard Owen, dem ersten Direktor des Natural History Museum in London. Er sollte sich für die Patentierung des Debusskops in England einsetzen. Der Darmstädter Physiker Edmund Külp setzte sich für das akademische Niveau der damaligen Höheren Gewerbeschule ein, aus der dann die Technische Hochschule Darmstadt entstand. Dass Kaup und Külp sich für Debus und seine Erfindung einsetzen zeigt, in welchen Kreisen Johann Wilhelm Debus in Darmstadt Ansehen genoss.
Das Debusskop war im Geschäft von J. Widmann am Ludwigsplatz in Darmstadt für 3 Florin und 30 Kreuzer erhältlich. Bislang sind in Deutschland nur zwei erhaltene Exemplare bekannt. Eines davon befindet sich im Historischen Museum Frankfurt, das zweite ist in Privatbesitz. Weitere Debusskope befinden sich in der Sammlung der Universität St. Andrews in Schottland sowie in Privatsammlungen in Frankreich und Norwegen.

### Debus Malereien der letzten Jahre

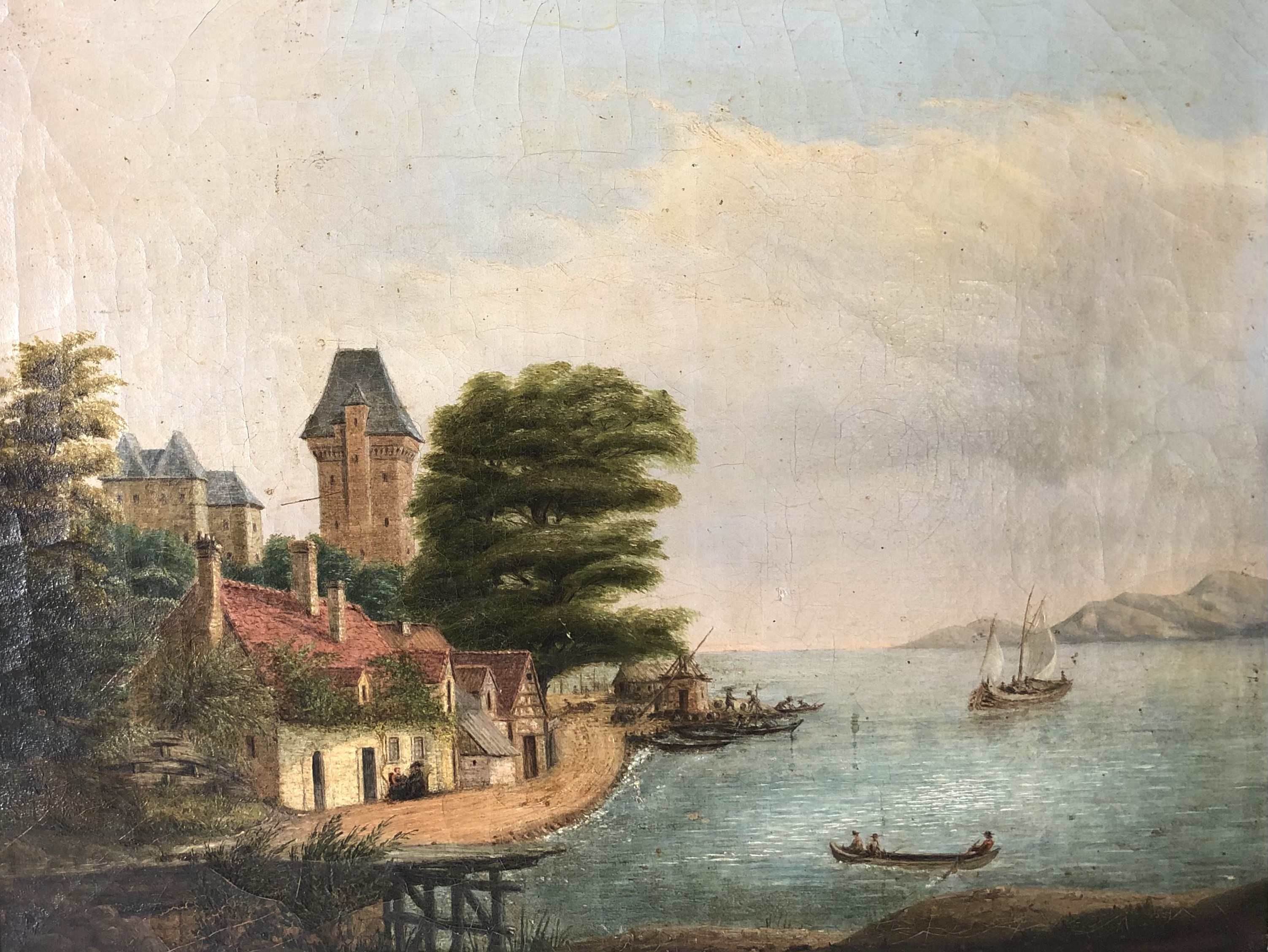
Johann Wilhelm Debus, Öl auf Leinwand 1858, Privatbesitz

Nach seinem Ruhestand im Jahre 1851 widmete sich Debus zunächst weiterhin der Daguerreotypie, die er wohl ausschließlich in seinem Landhaus in Schönberg praktizierte. Angeblich verkaufte er dieses 1855 – was nicht korrekt sein kann, denn die Publikationen zum Debusskop nennen immer wieder Schönberg als Ort der Erfindung durch Debus – und lebte bis zu seinem Tod 1866 in Bessungen. Aus dem Familienbesitz haben sich drei Landschaftsgemälde erhalten, die Debus in der Zeit von 1858 bis 1866 gemalt hat. Es handelt sich dabei um fiktive, spätromantische Landschaften, die sich in Süddeutschland oder Norditalien wiederfinden lassen könnten. Zentrales Motiv ist stets ein See in einer bergigen Landschaft.
Auch wenn Debus kein ausgebildeter Maler war und sich sein Leben lang eher der Physik und Technik zugewandt hatte, sind die Gemälde gut gelungen. Der Wirtschaftsbürger hatte sich längst zum Bildungsbürger entwickelt und widmet sich am Ende seines Lebens einer zugegeben unaufgeregten Malerei. Die Landschaft, die er stets vermessen und geordnet hat, spielt für ihn die entscheidende Rolle. Er lässt sie natürlich erscheinen und verschont sie von Triangulationen, was in seinem Familienportrait noch als wichtiges Attribut für ihn galt. Rohe Felsen, unbefestigte Wege, wilder Bewuchs umsäumen die Gewässer. Das letzte Gemälde ist beherrscht vom rosigen Licht des Sonnenuntergangs – die Berge streben gen Himmel. Es entstand 1866, in seinem letzten Lebensjahr. Die Gemälde befinden sich heute noch im Besitz von Debus´ Nachkommen in Darmstadt.

## Rezeption
2016 präsentierte das Museum Bensheim erstmals das Debus-Konvolut im Rahmen der Sonderausstellung „Der Bensheimer Foto-Schatz – Johann Wilhelm Debus und die Daguerreotypie“. Die Ausstellung wurde durch den Fotografieexperten Claude Sui vom Reiss-Engelhorn Museen Mannheim in Anwesenheit der von Debus´ Nachkommen sowie den Paten der Daguerreotypien eröffnet.